# Faccia di rame
Faccia di rame (Renegades) è un film del 1989 diretto da Jack Sholder.

## Trama
Buster McHenry, un agente della polizia di Filadelfia che indaga su alcuni poliziotti corrotti, si infiltra nella banda del criminale Marino e partecipa a un furto di diamanti. Durante la fuga i rapinatori si impossessano di una lancia sacra appartenente ai Lakota Sioux e uccidono uno degli indiani, nonostante il tentativo di McHenry di impedirglielo. I rapinatori proseguono la fuga e alla fine sparano a McHenry abbandonandolo al suo destino. Il poliziotto viene però soccorso e curato dal Sioux Hank. Gli eventi costringono Buster ad allearsi col giovane indiano.

## Distribuzione
Il film è uscito nelle sale cinematografiche statunitensi il 2 giugno 1989.